# Flames (Mod Sun)
Flames è un singolo del cantante statunitense Mod Sun, pubblicato l'8 gennaio 2021 come terzo estratto dal quarto album in studio Internet Killed the Rockstar.
Il brano vede la collaborazione della cantante canadese Avril Lavigne.

## Descrizione
La canzone è stata scritta dallo stesso Mod Sun in collaborazione con Avril Lavigne e John Feldmann. La canzone parla di un amore che continua a esistere nonostante le avversità.

## Video musicale
Il video musicale include scene in cui i due artisti interpretano il brano. Il videoclip si apre con l'immagine di una tomba contenente la scritta Internet Killed the Rockstar ("internet ha ucciso la rockstar"), titolo dell'album in studio di Mod Sun di prossima pubblicazione. Sono presenti diversi riferimenti ai precedenti lavori di Avril Lavigne: compare un taxi distrutto, che costituisce un riferimento al taxi rubato da Avril Lavigne nel videoclip di What The Hell, e la chitarra rossa suonata nel video di Smile. Allo stesso tempo, il video completa una trilogia di video musicali curata da Mod Sun: nel video di Karma il cantante è investito da un taxi; nel video di Bones ricompare lo stesso taxi e il suo cadavere giace sul terreno e cresce un fiore; nel video di Flames il taxi è ufficialmente distrutto, il corpo è completamente sotterrato con tanto di lapide e il fiore si è appassito.

## Formazione
Musicisti
- Mod Sun – voce
- Avril Lavigne – voce aggiuntiva

Produttori
- John Feldmann – produzione, registrazione

## Successo commerciale
La canzone ha debuttato in tre classifiche di Billboard: all'ottava posizione nella Rock Digital Song Sales, alla tredicesima posizione nella Alternative Digital Song Sales e alla quarantaseiesima posizione nella Hot Rock and Alternative Songs, divenendo così il primo brano di Mod Sun a entrare nelle classifiche.